# シミック・イニジオ
シミック・イニジオ株式会社（英: CMIC Inizio CO.,Ltd.）は、シミックホールディングス傘下の医薬品営業受託（CSO）事業を行う企業である。本社は東京都港区。

## 沿革
- 2000年 - 株式会社シーアイエムとして設立
- 2002年 - 株式会社シミックエムピーエスエスに商号変更
- 2012年 - Ashfield株式会社と業務提携
- 2014年 - シミック・アッシュフィールド株式会社に商号変更
- 2017年
  - メディカルアフェアーズ事業開始
  - PMSモニタリング事業をシミックPMS株式会社に移管
  - コンタクトセンター事業開始
- 2023年 - シミック・イニジオ株式会社に商号変更